# 황춘시다제역
황춘시다제역(중국어: 黄村西大街站)은 중국 베이징 다싱구 싱펑 가도·린샤오 가도 싱화 대가, 황춘 서대가 교차로에 위치한 베이징 지하철 다싱선의 지하철역이다. 2010년 12월 30일 다싱선과 함께 개통되었다. 개통 전에는 황춘서대가역이 4호선과 다싱선간 상호운행 소구간차(小区间车)의 종착점이 될 것이라는 소식이 있었으나,이후 신궁역으로 변경되었으며, 2021년 5월 8일부터 이 역에서 중관춘역까지의 서교로(小交路) 열차가 평일 오전 출퇴근 시간대에 추가로 개통된다.

## 위치
황춘시다제역은 싱화 대가와 황춘 서대가(黄村西大街)
가 만나는 지점에 위치한다.

## 역 구조

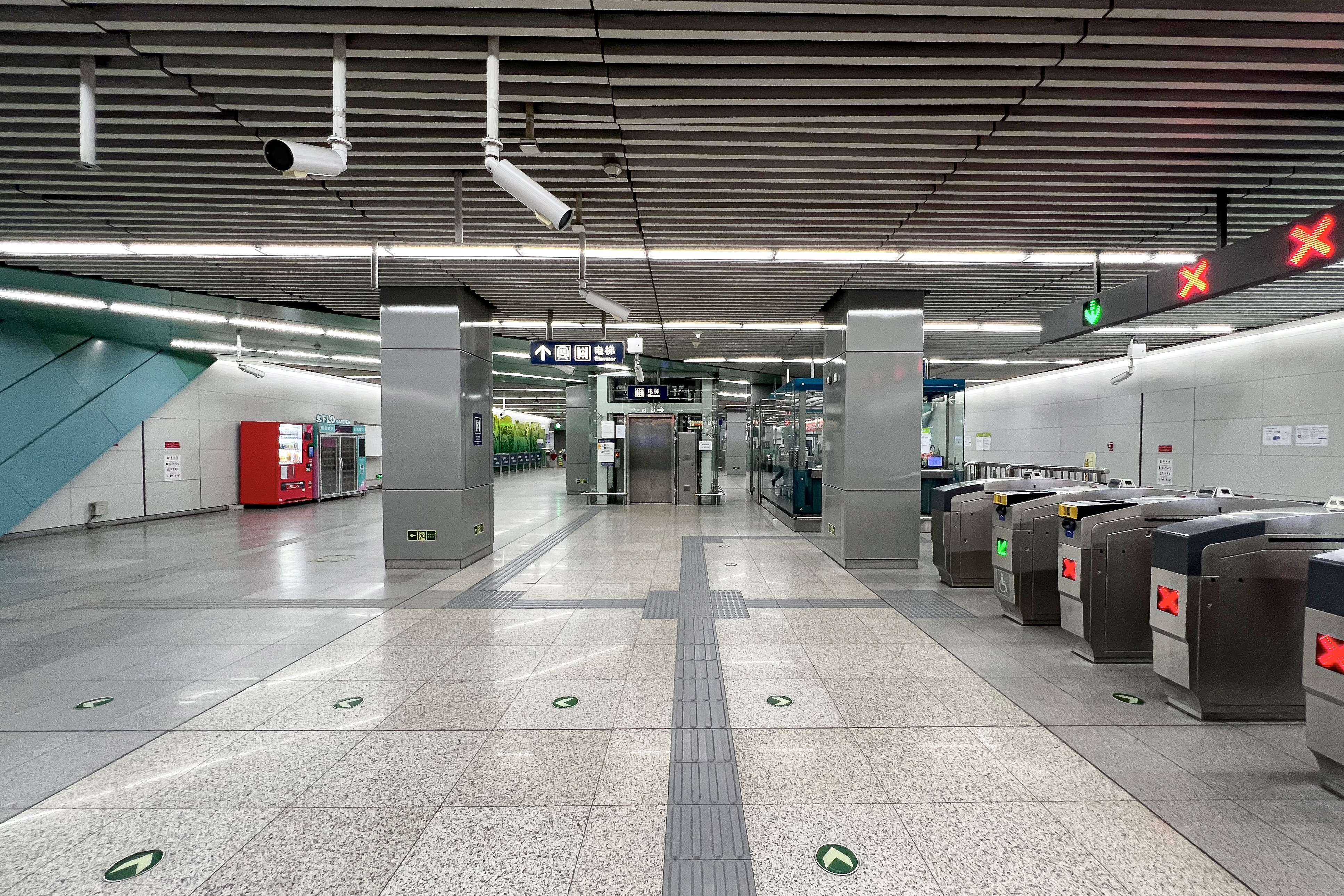
대합실

섬식 승강장으로 설계된 지하역이다. A(서북), B(동북), C(동남), D(서남)의 4개의 출입구가 있다. 역 구내 장식 테마인 《환천희지(欢天喜地)》는 크게 흥하는 민속 문화를 반영한다. 역 밖에 버스 환승센터가 한 곳 있다. 승강장 남쪽 끝에는 양 주차선이 있다.
| 지면층          | 출구                            | A-D출구                                      |
| 지하 1층        | 대합실                          | 고객 센터, 자동 매표기, 출입 게이트          |
| 지하 2층 승강장 | ←                               | ■ 다싱선 안허차오 북 (4호선) 방면 (칭위안루) |
| 지하 2층 승강장 | 섬식 승강장, 왼쪽 출입문이 열림 |                                              |
| 지하 2층 승강장 | →                               | ■ 다싱선 톈궁위안 방면 (황춘역)              |

## 출구
|                         |                               |                                                                            |      |             |  |
| 출구                    | 지시                          | 출구 인근                                                                  | 사진 | 무장애 시설 |  |
| 出口 · A                | 황춘 서대가(黄村西大街)(북측) | 다싱구 행정서비스센터                                                      |      | 빈칸        |  |
| 出口 · B                | 싱화 대가(兴华大街)(동측)     | 베이징 다싱 극장, 베이징시 공안국 다싱분국                                 |      | 빈칸        |  |
| 出口 · C                | 황춘 서대가(남측)             | 다싱 대열춘풍리(大兴大悦春风里), 베이징 다싱구 인민병원, 다싱구 식품의약국 |      |             |  |
| 出口 · D                | 싱화 대가(서측)               | 다싱구 CPPCC 회원 서비스 센터                                              |      | 빈칸        |  |
| 아이콘 설명: 엘리베이터 |                               |                                                                            |      |             |  |